# Joseph Odelin
Joseph Odelin, né le 20 octobre 1852 à Paris et mort le 21 avril 1921 à Nice, est un négociant, homme politique et journaliste français.

## Biographie

### Famille et activités professionnelles

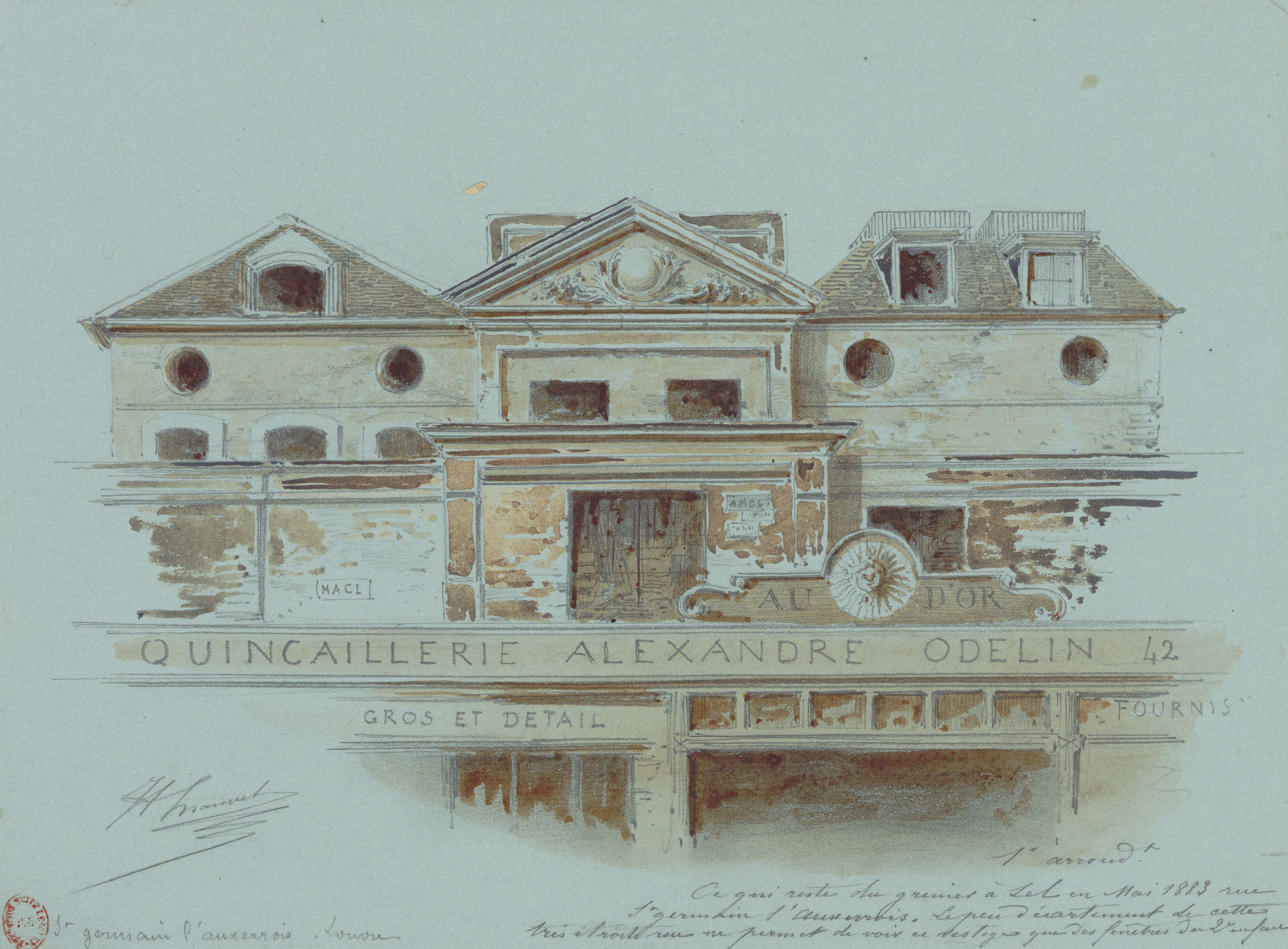
Devanture de la quincaillerie Odelin, devant les vestiges du grenier à sel de Paris (Chauvet, 1883).

Né le 20 octobre 1852 au no 12 du quai de la Mégisserie, Joseph-Marie-Ignace Odelin est le fils de Marie-Adelphine Crignon (1823-1893) et d'Alexandre-Casimir Odelin (1805-1878), négociant en fers, grosse quincaillerie et poêles en fonte. Alexandre Odelin s'est associé en 1843 à Joseph Vinet pour reprendre la quincaillerie Braillon-Poitevin, à l'enseigne « Au soleil d'or ». Vers 1860, la maison Vinet, Odelin et Cie est déplacée au no 42 (devenu plus tard no 6) de la rue Saint-Germain-l'Auxerrois, devant l'ancien grenier à sel.
Joseph est le frère cadet d'Henri Louis Odelin (d) (1846-1939), prêtre, nommé vicaire général de l'archidiocèse de Paris en 1892, et de Paul Odelin (d) (1847-1871), lieutenant dans la garde mobile, tué parmi les manifestants des « Amis de l'Ordre » lors de la fusillade de la place Vendôme le 22 mars 1871. Il est l'aîné de Gabriel Odelin (d) (1856-1937), fondateur des établissements de l'Émaillerie parisienne à Billancourt en 1892. À l'instar de ses frères, Joseph Odelin a été scolarisé chez les jésuites avant d'obtenir une licence en droit.
Le 19 octobre 1881, Joseph Odelin épouse une jeune femme d'origine belge, Hélène Leemans (1861-1917).
À la mort de son père, survenue en 1878, Joseph Odelin a repris l’entreprise familiale, d'abord en association avec sa mère et son frère Gabriel. Renommée « Odelin frères » dans les années 1880, déplacée plus tard au no 21 de la rue Bréguet prolongée, la société sera dissoute en 1915. La même année, Odelin cède à son fils Paul-Alexandre ses droits dans la société Odelin et Cie (fourneaux de cuisine et tôleries en tous genres), fondée en 1901 et installée au no 120 de la rue du Château-des-Rentiers.
Joseph Odelin a également été l'un des administrateurs de la Société des tramways de la Grande Côte de Royan, constituée en 1896.

### Un militant catholique et royaliste

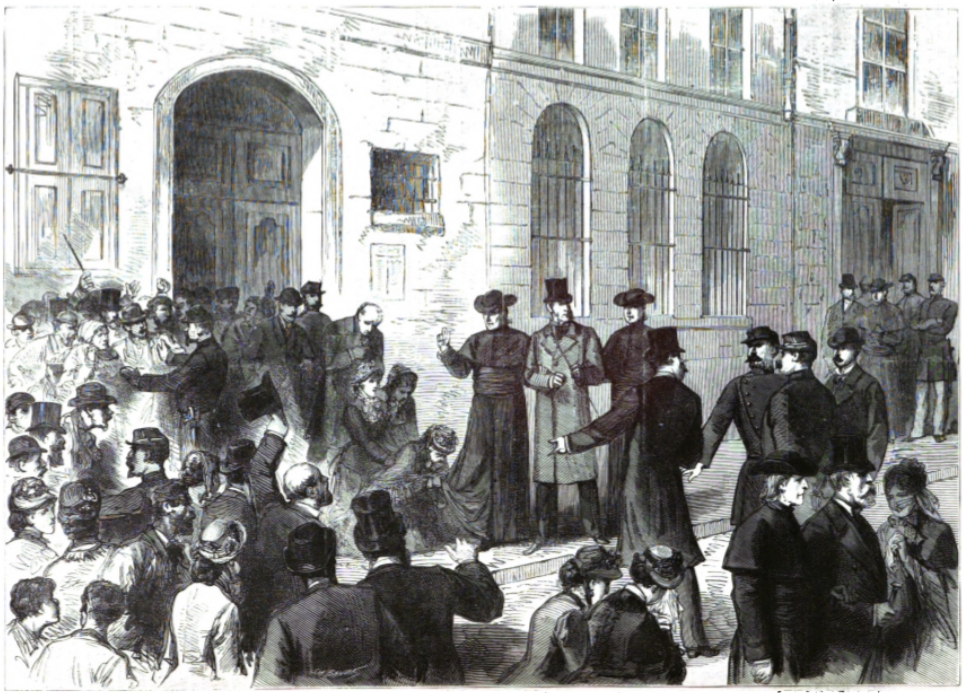
Expulsion des jésuites, rue de Sèvres, en 1880.

Royaliste et clérical, Joseph Odelin prend part aux manifestations contre l'expulsion des jésuites de la rue de Sèvres en 1880. L'année suivante, en 1881, il soutient la candidature du journaliste royaliste André Barbes au mandat de conseiller municipal du quartier Saint-Germain-l'Auxerrois.
En 1883, il appuie la candidature malheureuse du royaliste Omer Despatys au siège de député du 1er arrondissement rendu vacant par l'élection de Pierre Tirard au Sénat. Il lui renouvellera son soutien lors des élections législatives de 1889.
Au début de l'année 1889, les « conservateurs » (c'est-à-dire monarchistes) parisiens sont partagés quant à la candidature du général Boulanger à l'élection législative partielle du 27 janvier. Leur comité central, présidé par Ferdinand Duval, adopte une motion d'abstention, mais certains notables royalistes, comme Odelin, préconisent de voter pour le général.

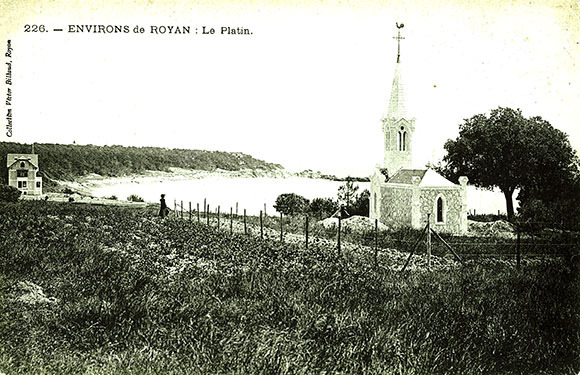
Vue de la chapelle Notre-Dame du Platin, élevée en 1904 aux frais d'Odelin.

Fervent catholique et administrateur de l'école privée Sainte-Geneviève de la rue Lhomond (ancienne rue des Postes), Odelin est nommé chevalier de l'ordre de Saint-Grégoire-le-Grand par le pape Léon XIII en 1889. Il est promu commandeur de cet ordre par Pie X en 1904. La même année, il met à la disposition des catholiques du quartier du Platin à Saint-Palais-sur-Mer, près de Royan, une chapelle néogothique bâtie à ses frais. Érigée sous le vocable de Notre-Dame du Platin, elle sera agrandie en 1908 et deviendra la chapelle Notre-Dame-des-Aviateurs.
Le 2 février 1906, lors de la crise des inventaires, Odelin est arrêté après avoir participé aux manifestations cléricales  à l'église Saint-Pierre-du-Gros-Caillou.

### Premières candidatures au conseil municipal de Paris
En vue des élections municipales de 1884, le comité conservateur du 1er arrondissement, présidé par l'ancien maire Jean-David Dettwiller (d), sollicite à nouveau André Barbes. Or, celui-ci préfère se présenter dans sa commune natale de Lorgues et conseille à Dettwiller de présenter aux électeurs du quartier Saint-Germain-l'Auxerrois « le nom d'un industriel et d'un négociant plus naturellement désigné pour les représenter ». C'est ainsi qu'Odelin reçoit l'investiture royaliste dans son quartier. Au premier tour, il obtient 426 voix, soit 25,4% des suffrages, arrivant en troisième position derrière le radical René Saint-Martin (d) (35,4%) et le conseiller municipal opportuniste sortant, Léon Réty (36,4%). Saint-Martin s'étant désisté par discipline républicaine, Odelin est battu par Réty au second tour, avec 539 voix (37,1%) contre 845 (58,1%).
Trois ans plus tard, à l'occasion des élections municipales de 1887, les mêmes candidats s'affrontent. Cette fois-ci, avec 549 voix, soit 35,4% des suffrages, Odelin devance Réty (23,5%) et talonne Saint-Martin (39,4%). Le sortant se désiste, mais sans engager ses électeurs à reporter leurs voix sur le candidat radical arrivé en tête. Plus de la moitié de l'électorat modéré refuse la discipline républicaine, à l'image du professeur Blondel, un ami politique de Réty, qui appelle même à voter pour Odelin. Au second tour, moins d'une cinquantaine de bulletins de vote sépare ainsi Saint-Martin de son concurrent conservateur, battu avec 703 voix (47,4%) contre 752 (50,7%).

### Conseiller municipal de Paris (1890-1893)
Lors des élections municipales de 1890, Odelin est à nouveau investi dans son quartier de Saint-Germain-l'Auxerrois par le comité conservateur. Il reçoit également le soutien des bonapartistes. De leur côté, les boulangistes ont investi le jurisconsulte Lesage, mais celui-ci est peu apprécié par l'électorat conservateur en raison de ses déclarations favorables à la laïcisation des hôpitaux. Au premier tour, Odelin arrive en seconde position, avec 687 voix (39,1%), derrière Saint-Martin et ses 792 voix (45,1%). Arrivé en troisième position avec 13,2% des suffrages, Lesage se désiste en appelant ses 232 électeurs boulangistes à voter contre Saint-Martin. Une bonne partie de l'électorat boulangiste se reporte ainsi sur la candidature d'Odelin, qui rattrape son retard au second tour et obtient autant de bulletins de vote (798, soit 49,5%) que son concurrent. Il en aurait même eu un de plus si les scrutateurs avaient accepté de compter une carte de visite à son nom qu'un électeur avait glissé dans l'urne. Réélu le 4 mai au bénéfice de l'âge, Saint-Martin décide de remettre sa démission au préfet Poubelle. Le 20 mai, le conseil de préfecture reconnaît la validité de la carte de visite, imprimée sur papier blanc et sans signe extérieur, et déclare Odelin élu par 799 voix. Cette décision, contestée par Saint-Martin, sera confirmée le 14 mars 1891 par le Conseil d'État.

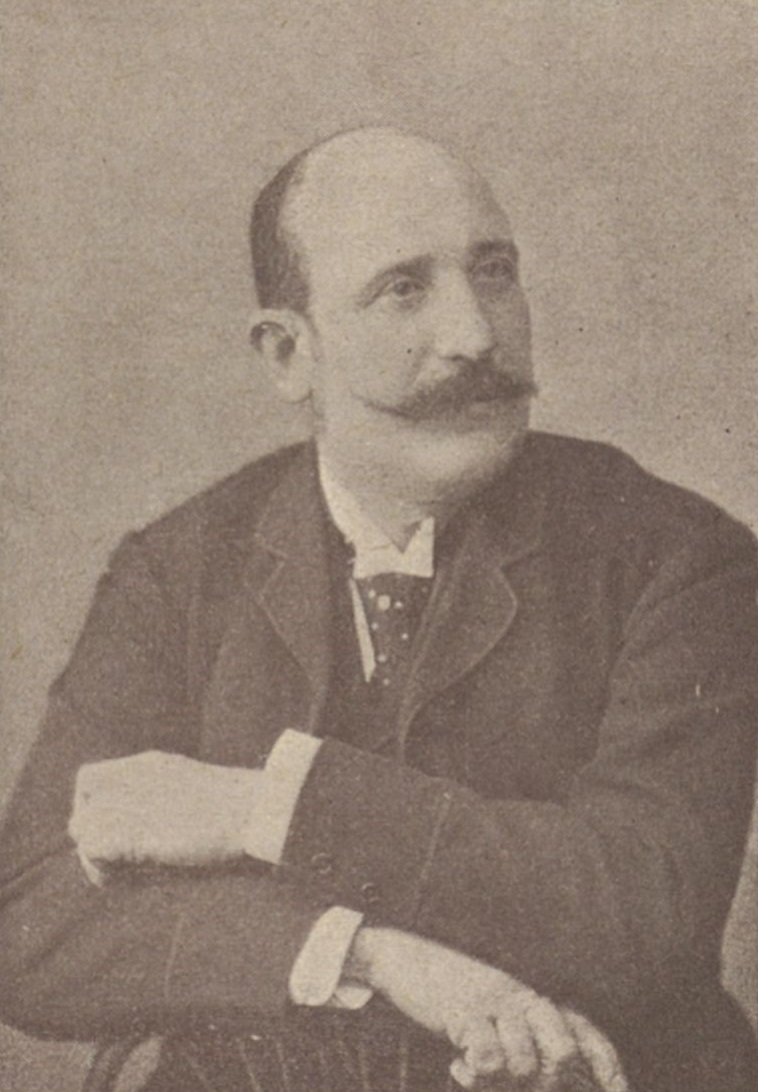
Photographie d'Odelin par Albert Courrier (1851-1901)

Conformément à ses engagements électoraux, Odelin s'occuppe surtout de questions financières, attaquant régulièrement la gestion de l'administration en place.
Il conserve son mandat jusqu'aux élections municipales de 1893. Au premier tour, le 16 avril, il arrive en tête avec 631 voix (38,6%), suivi par le républicain progressiste Edmond Gibert (d) (533 voix, soit 32,6%) et par le radical Marcel Charlot (426 voix, soit 26,1%). Ce dernier s'étant désisté en faveur de Gibert au nom de la discipline républicaine, Odelin est battu au second tour, par 610 voix (39,6%) contre 917 (59,5%).
Peu de temps après cette défaite, à l'approche des élections législatives du 20 août, Odelin pose sa candidature dans la nouvelle première circonscription du 8e arrondissement (Madeleine-Europe). Un autre royaliste, Denys Cochin, ayant décidé d'en faire autant, Odelin renonce finalement à se présenter pour ne pas diviser les voix conservatrices.
Peu de temps après, il rachète l'Agence Dalziel, qu'il rebaptise « Agence Nationale » et qu'il compte mettre au service des conservateurs avec l'aide du baron de Mackau, chef de l'Union des droites à la Chambre. Mackau étant revenu sur sa promesse, les deux hommes se brouillent et l'affaire termine en justice.

### Collaborateur deLa Libre Parole(1892-1895)
Jusqu'en 1895, Odelin est l'ami du polémiste antisémite Édouard Drumont, qui possède une maison de campagne à Soisy-sous-Étiolles, non loin de la sienne et de celle d'Alphonse Daudet, toutes deux situées à Champrosay. En 1892, lorsque Drumont fonde le journal La Libre Parole, il a recours aux conseils financiers du conseiller municipal. Aux côtés de Drumont, Edmond Turquet et Jean-Baptiste Gerin, Odelin est membre du conseil des intéressés de la société du journal.
Dès 1892, Odelin collabore à la rédaction du journal, utilisant le pseudonyme de « Testis » et, surtout, celui de « Valsenard ». Il y signe notamment une campagne contre les méthodes d'éducation menées à l'orphelinat de Cempuis par Paul Robin et finit par obtenir la révocation de ce dernier en 1894.
Odelin se brouille publiquement avec le directeur de La Libre Parole en janvier 1895. Le mois précédent, les deux hommes avaient pourtant conclu un contrat par lequel Odelin devenait le directeur financier du quotidien tandis que Drumont en restait le directeur politique. La rupture avec Drumont pourrait s'expliquer par un désaccord sur le partage des profits ou sur l'évolution de la ligne éditoriale de La Libre Parole, de plus en plus hostile aux hautes autorités ecclésiastiques et de plus en plus complaisantes  l'égard des anarchistes. Démissionnaire du conseil des intéressés en même temps que Turquet, Odelin obtient de la justice la nomination d'un administrateur provisoire. Alarmé par cette ingérence dans ses affaires, Drumont met son ancien ami à la porte et dénonce le « coup d’État » tenté par « Odelin-la-Crapule » en une du journal daté du 16 janvier. Il y accuse l'ancien conseiller municipal d'avoir essayé de livrer au gouvernement le contrôle du journal en échange d'une circonscription législative pour lui-même, d'un évêché pour son frère aîné et de la Légion d'honneur pour son cadet.
La haine brutale de Drumont pour son ancien ami est encore vive à la fin de l'année 1896, quand l'éditeur Hayard fait paraître une série de pamphlets anonymes intitulée Le Casse-Gueules, qui attribue à Odelin (surnommé « Sacavin ») les pires turpitudes. Or, l'auteur de ces articles diffamatoires n'est autre que Raphaël Viau, journaliste à La Libre Parole, qui les rédige d'après des notes de Drumont fournies par l'homme de confiance de ce dernier, Charles Devos.

### Dernières années
Dans un supplément de L'Œuvre du 12 décembre 1912 puis dans un ouvrage paru en juillet 1913, Odelin donne son avis sur les Guerres balkaniques et met en garde l'opinion publique française, qui se réjouirait trop vite du démantèlement de l'Empire ottoman au profit de chrétiens orthodoxes encore hostiles aux catholiques. Ce point de vue turcophile est critiqué par Henri Mazel dans le Mercure de France mais accueilli positivement par Jacques Bainville dans L'Action française.
Cette même année 1913, Odelin signe L'Évangile du parfait candidat aux élections municipales, dans lequel il combat le système de la régie directe. L'année suivante, il publie ses impressions de voyage en Égypte et en Palestine.
En 1919, il fait paraître une biographie de son ami Émile Rochard, mort l'année précédente.
Il meurt le 21 avril 1921 au no 14 de la rue Maccarani, à Nice. Après une cérémonie célébrée le 30 avril en l'église Saint-Honoré-d'Eylau, il est inhumé au cimetière du Père-Lachaise (57e division).
Son nom a été donné à une avenue de Saint-Palais-sur-Mer, près de la chapelle qu'il a fondée.

### Œuvres de Joseph Odelin
- Métropolitain de pénétration centrale. Réponse à l'enquête, Paris, Chaix, 1890, 8 p. (consultable en ligne sur Gallica).
- (Avec A. Duhart et A. Viguié) Tramway de Saint-Jean-de-Luz à Biarritz. Avant-projet. Chemin de fer sur route de Saint-Jean-de-Luz à Sare avec embranchement sur Ascain. Mémoires descriptifs à l'appui des demandes en concession, Biarritz, 1897, 12 p.
- Les Dispensaires, rapport au Congrès diocésain du 28 mai 1907, Paris, 1907, 7 p.
- Casse-cou : victoire balkanique ! Défaite française ?, Paris, Jouve, 1913, 296 p. (consultable en ligne sur Gallica).
- L'Évangile du parfait candidat aux élections municipales. Sus... aux régies directes !, Paris, Jouve, 1913, 32 p.
- Des Pyramides au Golgotha : impressions d'un Parisien en Égypte, Haute-Égypte, Palestine, Paris, Mignard, 1914, 234 p.
- Du Théâtre à l’Évangile. Les étapes d'une conversion (1850-1917), Paris, Beauchêne, 1919, 274 p.